# Betsucomi
Betsucomi (ベツコミ), originalment conegut com a Bessatsu Shōjo Comic, és una revista mensual de manga shojo publicada per Shogakukan al Japó, originalment enfocat al públic femení jove, ha incrementat el seu mercat a adolescents i dones joves. Se publica el dia tretze de cada mes. Sos competidors són Betsuma, Princess i LaLa.

## Mangakes i sèries publicades a Betsucomi
- Miki Aihara
  - Hot Gimmick
  - So Bad!
- Michiyo Akaishi
  - "Alto" no "A"
- Hinako Ashihara
  - Sand Chronicles
- Kaneyoshi Izumi
  - Doubt!!
  - Sonnan Ja Nee Yo!
- Kaho Miyasaka
  - Binetsu Shōjo (Feverish Girl)
- Chie Shinohara
  - Mizu ni Sumu Hana
- Yumi Tamura
  - Basara
- Akimi Yoshida
  - Banana Fish
- Kanoko Sakurakoji
  - Backstage Prince
- Kako Mitsuki
  - Ai Hime~Ai to Himegoto

## Revistes relacionades
- Ciao
- ChuChu
- Deracomi
- Shōjo Comic
- Shōjo Comic Zōkan
- Shōjo Comic Cheese!